# Roman Rieger
Roman Zygmunt Rieger (ur. 22 listopada 1870 we Lwowie, zm. 27 października 1947 w Krakowie) – polski inżynier górnictwa, wykładowca i wynalazca.

## Życiorys
Był synem Zygmunta Riegera, lekarza lwowskiego, oraz Marii Ludwiki ze Steinkellerów.
Po ukończeniu gimnazjum we Lwowie i rocznej służbie wojskowej w Szkole Podchorążych Piechoty, w 1891 rozpoczął studia w Akademii Górniczej w Leoben. Do roku 1895 zdobył tytuły inżyniera górnictwa i hutnictwa.

### Praca w górnictwie
Po studiach rozpoczął pracę w Witkowickim Gwarectwie Węglowym, najpierw jako inżynier ruchu, później (1901–1916) był dyrektorem kopalni „Ludwik” w Witkowicach. W latach 1916–1918 był inspektorem i wicedyrektorem Witkowickiego Gwarectwa.
Po odzyskaniu przez Polskę niepodległości pracował dla Wydziału Krajowego oraz Dyrekcji Generalnej Państwowych Zakładów Górniczych i Hutniczych przy Min. Przemysłu i Handlu w Warszawie na kierowniczych stanowiskach, a później jako dyrektor kopalń „Knurów” i „Prezydent” należących do Polskich Kopalń Skarbowych (Skarboferm) (do 1930).

### Działalność w szkolnictwie
W 1907 współtworzył pierwszą polską szkołę górniczą w Dąbrowie. Od 1926 był profesorem kontraktowym i kierownikiem katedry organizacji przedsiębiorstw przemysłowych w krakowskiej Akademii Górniczej, gdzie pracował do 1934, kiedy to na skutek konfliktów na tle osobistym i politycznym (podpisał protest w sprawie brzeskiej) przeszedł na emeryturę. Do wykładania w AG wrócił po drugiej wojnie światowej.

### Działalność naukowo-techniczna
Roman Rieger był pionierem mechanizacji wewnątrzkopalnianej. W 1907 wynalazł i opatentował w wielu krajach rynny potrząsalne (przenośniki wstrząsalne) służące do transportu urobku pod ziemią. Wygłaszał referaty na spotkaniach górniczych, redagował Kalendarz Górniczy, był rzeczoznawcą sądowym w Krakowie i Katowicach, taksatorem w kopalniach.
Władze wysłały go na konferencję pokojową w Paryżu (1919) jako specjalistę ds. węglowych Śląska.
W 1930 nadal był pracownikiem Skarbofermu i jednocześnie profesorem Akademii Górniczej. Gdy zabroniono pracownikom państwowym pracy na dwóch etatach, przeszedł na emeryturę ze Skarbofermu, ale firma zdecydowała się wypłacać mu dożywotnie stypendium.
W 1947 został doktorem honoris causa Akademii Górniczej w Krakowie za wynalazek rynien wstrząsowych, które odegrały ogromną rolę w górnictwie całego świata.
Roman Rieger ożenił się z Wandą z domu Michejda (1882–1975), córką Franciszka Michejdy. Miał z nią pięcioro dzieci: Zygmunta (1902–1971), Jadwigę (1905–1987), Andrzeja (1906–1940), Adama (1909–1998) i Jerzego (1919–1986). Jego wnukiem jest językoznawca Janusz Rieger.

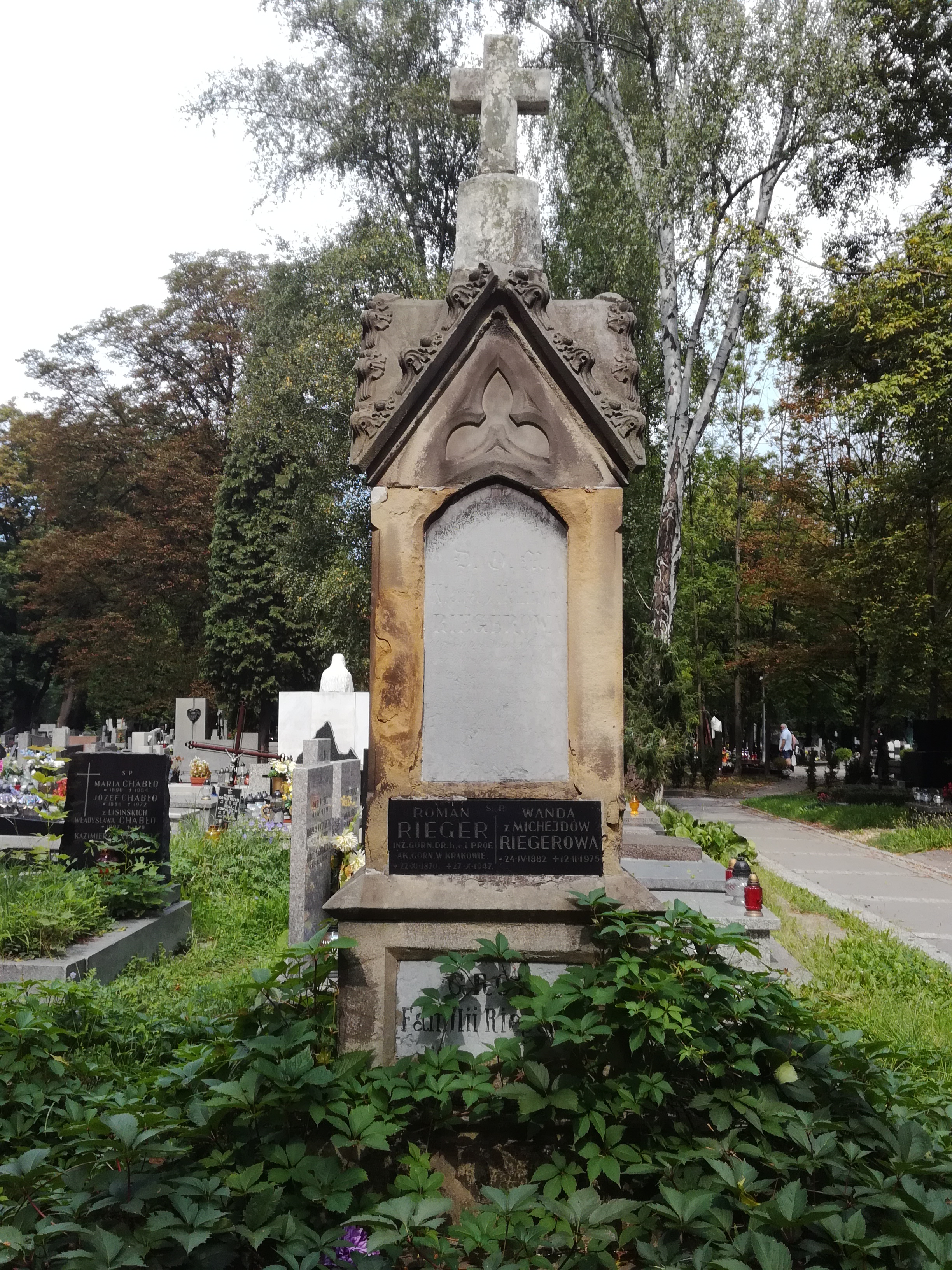
Grób prof. Romana Riegera na cmentarzu Rakowickim

Pochowany został na cmentarzu Rakowickim (kwatera PAS AC-płd-po prawej Oberlenderów).

## Ordery i odznaczenia
- Krzyż Oficerski Orderu Odrodzenia Polski (9 listopada 1931)[4]
- Złoty Krzyż Zasługi (4 maja 1929)[5]
- Medal Dziesięciolecia Odzyskanej Niepodległości[1]

## Upamiętnienie
W Muzeum Górnośląskim w Bytomiu otwarto (w 1965) stałą wystawę poświęconą Romanowi Riegerowi.